# Caprice
Caprice er en amerikansk stumfilm fra 1913 af J. Searle Dawley.

## Medvirkende
- Mary Pickford som Mercy Baxter.
- Owen Moore som Jack Henderson.
- Ernest Truex som Wally Henderson.
- Ogden Crane som Jim Baxter.
- James Gordon som Mr. Henderson.